# Francisco López Contreras
Francisco López Contreras (Santa Catarina Pinula; 17 de septiembre de 1934), más conocido como Pinula Contreras, es un exfutbolista y exentrenador guatemalteco. Jugó toda su carrera en el C.S.D. Comunicaciones y también fue miembro de la selección de Guatemala.
El Estadio Municipal de Santa Catarina Pinula, el Estadio Pinula Contreras, fue rebautizado en su honor.

## Trayectoria
Nacido en Santa Catarina Pinula (fuente de su apodo),  jugó como extremo derecho e hizo su debut en la Liga Nacional con Comunicaciones en 1955.
Jugaría 14 temporadas en ese club, ganando cuatro títulos de liga, una Copa Nacional y cuatro Campeón de Campeones. En 1956 ayudó a ganar su primer título de liga al anotar el gol de la victoria del campeonato contra su archirrival CSD Municipal.
Dos temporadas después volvería a marcar en el partido decisivo ante el CSD Xelajú M.C. en el Estadio Mario Camposeco en una victoria por 3-0 que le dio el título a su equipo.
El 18 de enero de 1959, jugó un partido amistoso contra el Santos FC, con la leyenda brasileña Pelé en su plantilla, en el Estadio Mateo Flores. Santos se adelantó 2-0 con goles de Pelé y Pepe, y nueve minutos antes de que terminara el partido, marcó el 2-1.
Enfrentándose nuevamente a Municipal en el partido por el título de la temporada 1959-60, Comunicaciones ganó 2-1 con el empate 1-1 anotado por él.
El título permitió competir en la primera Copa de Campeones de la Concacaf en 1962, anotando contra C.D. Águila en la primera ronda y ayudando a llegar a la final del torneo ante Guadalajara.
También formó parte de la escuadra de Comunicaciones que jugó un partido de exhibición contra el Real Madrid el 20 de agosto de 1960.

## Selección nacional
Formó parte de la selección nacional de Guatemala que ingresó a la clasificación para la Copa del Mundo por primera vez durante las eliminatorias de la Copa del Mundo de 1958, y continuó representando al seleccionado cuatro años después para el proceso de 1962.
Durante la primera etapa de esta última, en un empate 4-4 contra Costa Rica, anotó tres goles convirtiéndose en el único jugador guatemalteco en anotar un triplete contra Costa Rica en un partido de clasificación para el Mundial.

## Trayectoria como entrenador
Ha sido entrenador del Comunicaciones en 1979-1980 y 1992 y sus categorías inferiores, así como de varios equipos en Coatepeque, Nueva Santa Rosa, Santa Catarina Pinula, Mixco, Fraijanes, Villa Canales y Boca del Monte.

## Palmarés
| Título                    | Equipo         | País      | Año     |
| ------------------------- | -------------- | --------- | ------- |
| Copa Nacional             | Comunicaciones | Guatemala | 1955    |
| Copa Campeón de Campeones | Comunicaciones | Guatemala | 1955    |
| Liga Nacional             | Comunicaciones | Guatemala | 1956    |
| Copa Campeón de Campeones | Comunicaciones | Guatemala | 1956    |
| Liga Nacional             | Comunicaciones | Guatemala | 1957-58 |
| Copa Campeón de Campeones | Comunicaciones | Guatemala | 1958    |
| Liga Nacional             | Comunicaciones | Guatemala | 1959-60 |
| Liga Nacional             | Comunicaciones | Guatemala | 1968-69 |
| Copa Campeón de Campeones | Comunicaciones | Guatemala | 1961    |